# Gottfried (Ösel-Wiek)
Gottfried (auch Gedefricus und Gottfridus; † nach 1257) war der erste Bischof des Bistums Ösel-Wiek in Westestland.

## Leben
Gottfried war ein Mönch des Zisterzienserordens. Er war vor seiner Ernennung zum Bischof Prior des Klosters Pforta bei Naumburg und Abt des Zisterzienserklosters Dünamünde beim heutigen Daugavgrīva in Lettland.
Der Rigaer Bischof Albert von Buxthoeven ernannte Gottfried 1227 oder 1228 aufgrund einer päpstlichen Vollmacht zum ersten katholischen Bischof des zur selben Zeit neugegründeten Bistums Ösel-Wiek. Etwa gleichzeitig wurde er wahrscheinlich auch als weltlicher Herrscher (Fürstbischof) des Gebiets eingesetzt. Erst 1227 war die estnische Bevölkerung Saaremaas endgültig durch den Deutschen Orden unterworfen und christianisiert worden.
Am 29. Juni 1228 belehnte Gottfried den Schwertbrüderorden mit einem Drittel von Saaremaa, Muhu und anderen kleinen Inseln seines Bistums, behielt aber die geistliche Oberhoheit. Im Oktober 1228 belehnte König Heinrich (VII.) bei Wülzburg Bischof Gottfried mit fünf Kirchspielen auf Saaremaa und sieben in Läänemaa, auf Hiiumaa und nahe gelegenen Inseln. Damit wurde Gottfried römisch-deutscher Vasall und erhielt alle Rechte der livländischen Bischöfe.
Wenige Monate danach gab Gottfried sein Amt auf. In einer Urkunde vom 26. Juli 1229 wird er bereits als ehemaliger Bischof bezeichnet. Von 1229 bis 1234 blieb der Bischofssitz von Ösel-Wiek vakant.
Am 10. November 1234 annullierte der päpstliche Legat Wilhelm von Modena die Belehnungen Gottfrieds, nachdem er bereits am 10. September 1234 den Dominikaner Heinrich I. zum neuen Bischof von Ösel-Wiek ernannt hatte. Heinrich hatte das Amt bis zu seinem Tod im März 1260 inne.
Im Jahr 1257 lebte Gottfried noch. Gottfried wird in Burtscheid als Gottfriedus, episcopus Lyvonie, de ordine Cisterciensi erwähnt.